# Dryopteris ambigens
Dryopteris ambigens är en träjonväxtart som först beskrevs av Takenoshin Nakai, och fick sitt nu gällande namn av Gen'ichi Koidzumi. Dryopteris ambigens ingår i släktet Dryopteris och familjen Dryopteridaceae. Inga underarter finns listade.